# زاگلیک
زاگلیک (به ارمنی: Զագլիկ) یک منطقهٔ مسکونی در جمهوری آرتساخ است که در استان مارتاکرت واقع شده‌است. زاگلیک ۱۹۹  جمعیت دارد.